# Извоареле (Јаши)
Извоареле (рум. Izvoarele) насеље је у Румунији у округу Јаши у општини Ракицени. Oпштина се налази на надморској висини од 189 m.

## Становништво
Према подацима из 2002. године у насељу је живело 1458 становника, од којих су сви румунске националности.